# 壁のなかの鼠
『壁のなかの鼠』（かべのなかのねずみ、原題：The Rats in the Walls）とは、アメリカ合衆国の小説家ハワード・フィリップス・ラヴクラフトの短編小説である。1923年8月～9月に執筆され、1924年3月にパルプ雑誌「ウィアード・テイルズ」により発表された。
日本で最初に翻訳紹介されたラヴクラフトの作品である。長らく『エーリッヒ・ツァンの音楽』が最初と考えられていたが、本作品の方が早かったことが東雅夫の調査で判明している。。

## あらすじ
1923年7月16日、イングランドの貴族、イグザム男爵 (Barons Exham) ド・ラ・ポーア (De la Poer) 家の子孫である主人公デラポーア (Delapore) がアメリカ合衆国マサチューセッツ州からイングランドの廃墟になっていたイグザム修道院に移り住んで来たところから始まる。一族は、ジェームズ1世の時代、11代目のウォルター (Walter de la Poer) がアメリカのヴァージニア州に移住して以来、イグザムから離れていた。主人公は、第1次世界大戦で息子を失い、かつての先祖の土地を購入して余生を送ろうと考えた。

### 登場人物
- デラポーア - 主人公。ファーストネームは、明かされない。先祖の土地に戻ってからは、ド・ラ・ポーアと改名している。悪夢に苦しんでいる。
- ノリス大尉 (Edward Norrys) - 主人公の死んだ息子の友人。イギリス陸軍航空部隊大尉。主人公をサポートしてくれる。
- ブリントン卿 (Sir William Brinton) - 考古学の権威。イグザム修道院を調査する。
- トラクス博士 (Dr. Trask) - 人類学者。イグザム修道院の地下で発見された骨をピルトダウン人と比較している。
- ソーントン (Thornton) - 心霊研究家。
- アルフレッド (Alfred Delapore) - 主人公の息子。故人。第１次世界世界大戦にパイロットとして従軍し、先祖ゆかりの地イグザムを知る。1918年に重傷を負い、1921年頃死亡した。
- ランドルフ・デラポーア (Randolph Delapore) - 主人公の従弟。ヴァージニア州カーファックス出身。メキシコ戦争後、ヴードゥー教の僧になる。
- 豚飼い (The Swineherd) - 主人公の夢に現れる人物。洞窟の中で豚を飼育している。
- 黒猫 (Nigger Man/Black Tom) - 主人公の愛猫。

### 歴史上の人物
- ギルバート男爵 (Gilbert De la Poer) - 初代イグザム男爵。1261年にヘンリー3世によって男爵に叙された。
- ゴトフリー (Godfrey De la Poer) - 5代目ド・ラ・ポーア男爵の次男。14-15世紀の人物。
- トレバー婦人 (Lady Margaret Trevor) - コンウォール出身。ゴトフリーと結婚する。住民たちから魔女と噂される。
- メアリー婦人 (Lady Mary De la Poer) - シュールーズフィールド伯 (Earl of Shrewsfield) と結婚したが夫と姑に殺害される。
- シュールーズフィールド伯 - 妻のメアリーを母親と共謀して殺害する。
- ウォルター男爵 - 11代目イグザム男爵。17世紀の人物。突如、一族を全員殺害し、ヴァージニア州に逃亡した。

## 解説
本作は古城を舞台にした陰惨な事件をテーマに執筆された。リー・ブラックモア (Leigh Blackmore) は、エドガー・アラン・ポーの小説『アッシャー家の崩壊』からインスピレーションを得たのではないかと考えた。一族が過去に起こした事件と遺伝による残忍な形質の発現は、血筋をテーマとするラヴクラフトの特徴の一つである。またカニバリズムは、ラヴクラフトが最大の背徳と考え、テーマとして好んで取り上げている。
物語は、主人公の一人称視点で描かれ、ナレーション役を務める。主人公の苗字の語源は、アングロ・ノルマン語の「le Poer」をモチーフとしており英語では、「The poor」の意味になる。またアイルランド王国には、ポアール男爵 (Baron La Poer) が実在する。主人公の在住地マサチューセッツ州ボルトン (Bolton) は、『死体蘇生者ハーバート・ウェスト』、『宇宙からの色』にも同じ地名が登場する。主人公の飼っていた猫の名前は、「Nigger Man」だったが人種差別的として1950年代に「Zest magazine」において「Black Tom」に差し替えられている。ラヴクラフトはかつて同名の黒猫を飼っていたと言われている。
トラクス博士は、エグザム修道院の地下で発見された人骨を「人間と比較してピルトダウン人よりも進化の劣る生物（mostly lower than the Piltdown man in the scale of evolution, but in every case definitely human.）」と表現している。当時、ピルトダウン人は、最も古いヒト目と考えられていたが、1953年に捏造であることが判明している。このような新しい発見を作品に取り上げるのも科学的好奇心の強いラヴクラフトの特徴である。
主人公とソーントンが収監されたハンウェル精神病院 (Hanwell Insane Asylum) は、実在し、ラヴクラフトは、ダンセイニの『The Book of Wonder（1912年）』の『ソーントンの戴冠式 (The Coronation of Mr. Thomas Shap)』を読んだことがインスピレーションになったと指摘されている。
主人公の従弟ランドルフの出身地として設定されたカーファックスは、イングランドにおけるドラキュラの拠点として描かれた「カーファックス修道院 (Carfax Abbey)」がモデルである。エグザム修道院もここからインスピレーションを得たと考えられる。

## クトゥルフ神話との関連
物語の終盤に登場するゲール語の呪文の中に後発作品との関連が見られる。このため直接、作中で旧支配者などが登場する訳ではないがクトゥルフ神話の世界観に属する作品として位置づけられる。例えば「マグナ・マータ（Magna Mater/偉大な母）」とは、シュブ＝ニグラスを指していると捉える作家も居る。
1920年の作品『ナイアーラトテップ』にて言及された人物「ナイアーラトテップ」と同名の怪物が登場する。このナイアーラトテップは様々な姿に変身することができるという存在であり、後続の作品にも登場する。オーガスト・ダーレスは本作品のナイアーラトテップをアレンジして『闇に棲みつくもの』を書き、これが最も有名なナイアーラトテップの化身体として定着するようになる。

## 日本語訳
壁の中の鼠群
訳：加島祥造
- 文藝(1955年7月号)に掲載。本邦初訳のラヴクラフト作品

壁のなかの鼠
訳：大西尹明
- 『怪物』(東京創元社、世界恐怖小説全集(5))
- 『ラヴクラフト傑作集(1)』(創元推理文庫)

訳：大瀧啓裕
- 『ラヴクラフト全集01』(創土社)
- 『ウィアード(3)』(青心社文庫)

訳：片岡しのぶ
- 『定本ラヴクラフト全集02』(国書刊行会)

壁の中の鼠
訳：森瀬繚
- 『這い寄る混沌 新訳クトゥルー神話コレクション3』（星海社FICTIONS)

訳：南條竹則
- 『チャールズ・デクスター・ウォード事件』（新潮文庫）